# Bernt Frilén
Bernt Frilén, né le 3 juin 1945 et mort le 7 mai 2019 à Varberg, est un athlète suédois spécialiste de la course d'orientation. Il a remporté le titre de champion du monde en individuel lors des championnats de Silkeborg en 1974.

## Biographie
Bernt Frilén participe à ses premiers championnats du monde de course d'orientation en 1968 à Linköping. Deux années plus tard, il gagne la médaille d'argent avec le relais suédois lors des Mondiaux de Friedrichroda. Il remporte sa première médaille en individuel en 1972 en prenant la 3e place, puis il remporte le titre de champion du monde deux années plus tard à Silkeborg. Bernt Frilén compte deux autres médailles d'or mondiales, gagnées en relais en 1972 et 1974.

## Palmarès
| Épreuve / Édition | Linköping 1968 | Friedrichroda 1970 | Staré Splavy 1972 | Silkeborg 1974 |
| Classique         | 12e            | 12e                | Bronze            | Or             |
| Relais            | -              | Argent             | Or                | Or             |